# Jourdanton (Texas)
Jourdanton település az Amerikai Egyesült Államok Texas államában, Atascosa megyében, melynek megyeszékhelye is. Lakosainak száma 4094 fő (2020. április 1.).

## Népesség
A település népességének változása:

| 2010 | 3 871 |
| 2020 | 4 094 |